# Château du Bosquet (Tarn)
Pour les articles homonymes, voir Château du Bosquet et Bosquet (homonymie).
Le château du Bosquet ou des Bosquets, est un château situé à Vielmur-sur-Agout dans le Tarn (France).

## Historique
Le site du château est occupé depuis longtemps. Au début du XVIe siècle, Charles de Lautrec est attesté seigneur du Bosquet de 1530 à 1539. Après lui, est mentionné comme seigneurs Jean de Lautrec (de 1547 à 1572).
Le château du Bosquet semble être une maison bourgeoise édifiée XIXe siècle. Néanmoins, il est aussi possible que la bâtisse soit plus ancienne et date du XVIIIe siècle ou en soit même antérieur, et est tout de même été largement remaniée au XIXe siècle.

## Architecture
Le château du Bosquet se présente sous la forme d'un corps de logis sur deux étages orienté d'est en ouest et de plan rectangulaire. Celui-ci est rattaché à d'autres constructions plus basses. La façade principale du logis, au sud, est flanquée de deux minces tours rondes. L'édifice présente une toiture en comble brisé réalisée en ardoise, et différents éléments ornementaux, comme des modillons en haut de la façade et de nombreux corbeaux soutenant les toits des tours.
Le domaine du château présente aussi un petit jardin à la française.